# 苗乙乙
苗乙乙（1975年4月19日—），中国大陸女演员。籍贯浙江省杭州市。

## 经历
- 中学到大学在澳大利亚度过，留学期间主修工商管理，能说一口流利的英语。

## 电视剧
- 《金婚》，饰“佟燕妮”，导演：郑晓龙
- 《笑傲江湖》，主演小师妹“岳灵珊” 导演：黄建中
- 《关中秘事》，主演女一号青楼妓女“红红” 导演：张汉杰
- 《关东情事》，主演女一号“梅丫” 导演：金韬
- 《宰相小甘罗》，主演女一号“碧云”
- 《武则天》，主演魏国夫人“兰儿” 导演：陈家林
- 《秦可卿之谜》，主演女一号“秦可卿”和“秦妃”
- 《苦藤》，主演女一号“潮来”
- 《苏三》，主演女一号“玉堂春”
- 《龙珠》，主演女一号泰国公主“西林”(泰国)
- 《霜叶红似二月花》，主演“静英” 导演：刘毅然
- 《富贵临门》，主演“朱君虹” 导演：雷瑞鳞
- 《龙珠风暴》，主演女一号“苦莲” 导演：陈鲁
- 《非洲之恋》，主演女一号“于洁”

## 电影
- 《安重根》，饰女主角安重根情人“兰如” (因该片荣获韩国政府优秀女演员奖)(韩国)
- 《泪洒台北》，饰纯情少女“陈倩倩”(因该片成为中国大陆第一位进驻台湾拍摄影视剧的演员)